# Puylaurens
Puylaurens é uma comuna francesa na região administrativa de Occitânia, no departamento de Tarn. Estende-se por uma área de 81,82 quilômetros quadrados. Em 2010 a comuna tinha 3 271 habitantes (densidade: 40 hab./km²).